# Martin Lindström (skådespelare)
Martin Lindström, född 1976, är en svensk barn- och röstskådespelare.
Han debuterade i Allan Edwalls film Åke och hans värld (1984) där han spelade huvudrollen som Åke. Lindström har även verkat som röstskådespelare och gjorde bland annat rösten som Bastian i Den oändliga historien och David i David och de magiska pärlorna (1988).

## Filmografi
- 1984 – Den oändliga historien (röst som Bastian)
- 1984 – Åke och hans värld (Åke)
- 1985 – Falsk som vatten (Lill-John)
- 1985 – En ettas dagbok (TV-serie)
- 1986 – Offret (röst)
- 1986 – Resan till Amerika (röst som Noodles)
- 1987 – Jim och piraterna Blom (Sture Brink)
- 1988 – David och de magiska pärlorna (röst som David)
- 1990 – Smash (TV-serie) (Nils i avsnittet God jul)